# Woodes Rogers
Woodes Rogers (Poole, 1679. – Nassau, 16. srpnja 1732.), engleski gusar i prvi britanski guverner Bahamskog otočja.

## Mladost i odrastanje
Rogers je rođen u gradiću Poole na južnoj obali Engleske. Njegov otac, trgovac i brodovlasnik, je preselio obitelj u luku Bristol, gdje se Woodes kasnije oženio kćerkom mornaričkog časnika. U međuvremenu, Woodes je preuzeo očevo mjesto u poslovima. Dio obiteljskih brodarskih poslova je bilo posjedovanje gusarskih brodova koji su pljačkali francuske brodove u vodama Engleskog kanala i Kariba.

## Gusarski put oko svijeta
Kako je postajalo sve teže steći plijen, Rogers ga je odlučio potražiti drugdje. Privučen pričama o bukanirskim aktivnostima u Pacifiku tijekom kraja 17. stoljeća, predložio je plovidbu uz pacifičku obalu Južne Amerike. Obitelj se udružila s drugim novčarima da opremi dva gusarska broda od 300 tona, Duke (eng. Vojvoda) naoružan s 36 topova, kojim je zapovjedao Rogers; te Duchess (eng. Vojvotkinja), kojim je zapovjedao Stephen Courtney. Bivši bukanir i znanstvenik William Dampier im je služio kao kormilar zbog poznavanja obale. Rogers je više smatran bogatašem nego pomorskim kapetanom, no dokazao se kao izvrstan zapovjednik i vješt pomorac te ga je posada poštovala.
Brodovi su 1708. isplovili iz Engleske i do siječnja 1709. oplovili Rt Horn. 2. veljače, usidrili su se u vodama otoka Juan Fernandez gdje su spasili Elexandera Selkirka koji je ostavljen na otoku četiri godine ranije.
Držeći se dalje od kopna, gusarski su brodovi zaplovili sjeverno uz južnoameričku obalu i zarobili nekoliko španjolskih brodova. U svibnju, Rogers i njegovi ljudi su osvojili grad Guayaquil blizu Ekvatora, te ga napustili nakon što su dobili veliku otkupninu. Gusari su zaplovili uz kalifornijsku obalu nastojeći uhvatiti u zamku Manilske galijune koji su plovili s Filipina u Meksiko. U siječnju 1710. napali su dva galijuna i zarobili jedan ali su bili odbijeni od drugog, većeg galijuna.
Brodovi su nastavili ploviti zapadno, preplovili Pacifik i Indijski ocean te se vratili u Bristol u listopadu 1711., nakon oplovljavanja svijeta. Rogers je plovidbom stekao velik novac i izdao knjigu o svojim putovanjima ali nepravilno financijsko upravljanje kod kuće ga je prisililo da proglasi stečaj. Od 1713. zapovjedao je robovlasničkim brodom koji je plovio između Indonezije i Afrike.

## Guverner Rogers
Pritisak britanske vlade je 1717. prisilio zemljoposjednike na Bahamskim otocima da imenuju novog guvernera za kojeg je izabran Rogers. Rogers i britanska vlada su znali da su Bahami rasadnik bezakonja i da bi uspostavljanje bilo kakve vlasti bilo vrlo rizičan pothvat. Rogers je službeno imenovan "Vrhovnim zapovjednikom i guvernerom na Bahamskim otocima" od Georgea I., kralja Velike Britanije 6. veljače 1718. godine. 
Rogers i njegovi financijski suradnici su sami platili put do Bahama i novi guverner je stigao na otok New Providence u kolovozu 1718., u pratnji mornaričke fregate i dvije šalupe. Najgori pirati predvođeni Crnobradim su već napustili otok, jedino je Charles Vane na fregatu uputio zapaljeni brod i otvorio topovsku paljbu na nju.
Većina preostalih pirata (procjene se kreću od 600 do 2000 pirata) predvođenih Henryjem Jenningsom i Benjaminom Hornigoldom je odlučila prihvatiti "Kraljevski oprost" koji im je Rogers ponudio.
Rogers je znao da će se većina onih koji su prihvatili oprost za nekoliko mjeseci vratiti starom poslu. Doista, nakon što su mornarički brodovi otišli, mnogi, sada već bivši pirati, su se odlučili "vratiti na staro" ali masovno vješanje "prevrtljivih" bivših pirata je osiguralo opstanak zakona. Rogers je također ovlastio neke od bivših pirata da love preostale pirate koji nisu prihvatili "Kraljevski oprost". Zahvaljujući financijskoj pomoći iz Britanije, britanska vlast na Bahamima se učvrstila. Pod Rogersovim zapovjedništvom odbijen je napad Španjolaca na New Providence 1720. godine što je konačno ujedinilo koloniju.
Bez daljnje podrške iz Britanije, Rogers i njegova obitelj su se vratili u London, gdje je Rogers zatvoren zbog dugovanja. Oslobođen je nakon dugačke molbe i plaćena mu je naknada koja mu je omogućila drugi odlazak na New Providence. Njegovi pokušaji da ojača poljoprivrednu proizvodnju otoka nisu dali rezultata i ondje je umro 1732. "u tajanstvenim okolnostima".

## Zaključak
Bez obzira na ostala postignuća, Woodes Rogers je najbolje zapamćen kao lovac na pirate. Gotovo sam, očistio je Bahame od pirata i tako mnogo doprinio kraju Zlatnog doba piratstva. Rogersova uzrećica "Piratstvo uništeno, trgovina obnovljena" bila je državni moto Bahama sve do stjecanja nezavisnosti 1973. godine. 